# 권경하
권경하(1965년 5월 11일 ~ )는 대한민국의 배우이다. 서울특별시에서 태어났고, 1986년 KBS 드라마 여심으로 데뷔를 하였다.

## 학력
- 동국대학교 연극영화과

## 드라마
- 1983년 KBS청소년드라마 《고교생 일기》
- 1986년 KBS일일연속극 《여심》
- 1987년 KBS드라마 《토지》- 맹추 역
- 1987년 KBS드라마 《TV손자병법》
- 1988년 KBS드라마 《순심이》
- 1989년 KBS드라마 《세노야》
- 1990년 KBS드라마 《5학년 3반 청개구리들》
- 1993년 KBS드라마 《연인》
- 1995년 MBC수목드라마 《제4공화국》- 전옥주 역
- 1998년 MBC베스트극장 《장밋빛 인생》
- 2004년 SBS주말극장 《토지》
- 2011년 KBS TV소설 《복희 누나》- 강인숙 역
- 2012년 KBS전원드라마《산너머 남촌에는 2》- 박성미 역

## 영화
- 1989년 《발바리의 추억》- 영희 역
- 2017년 《길》-카페주인 역

## 공연
- 2016년 섬마을 우리들